# Янголь Олексій Григорович
Олексі́й Григо́рович Я́нголь (*18 березня 1943, Крушинка, Васильківський район, Київська область — †7 жовтня 2009, Вінниця) — український художник-графік. Член НСХУ (1977). Заслужений художник України (2009).

## Життєпис
Народився 18 березня 1943 року у селі Крушинка Васильківського району Київської області.
Закінчив Київський державний художній інститут (1972). Педагоги з фаху — Л. Чичкан, І. Селіванов.
Помер у Вінниці 7 жовтня 2009 внаслідок онкозахворювання.

## Основні твори
«Жага до життя» (1997), «Дерева помирають стоячи» (1998), «Морська стихія» (1999), «Безмежність Галактики» (2000), «Слідами репресій» (2001).
Олексію Янголю належить проект арки головного входу у Вінницький національний технічний університет.

#### Мозаїчні панно
«Щедра осінь» на будівлі їдальні Вінницького національного технічного університету (смальта, 1974).
«Народна творчість» у місті Бар, на будівлі клубу ПОГ «Барське учбово-виробниче підприємство Українського товариства сліпих» (мозаїка, керамічна плитка).

## Виставки
Перша персональна виставка митця відбулась у Вінниці в 2003 році. У 2007 році відбулась персональна виставка у Києві.

## Вшанування пам'яті
На вшанування пам'яті художника у школі № 23 м. Вінниці, де він тривалий час працював учителем, відкрито музей.